# Endless Wire
Endless Wire is het eerste studioalbum van de Britse rockband The Who sinds het uitbrengen van het album It's Hard in 1982. Endless Wire zou eigenlijk in de lente van 2005 al op de markt gebracht worden onder de toenmalige titel "WHO2". De verkoopdatum is doorgeschoven tot 30 oktober 2006 (na een première van dit album in het Roundhouse in Camden (Londen) op 29 oktober 2006), vanwege de samenwerking van drummer Zak Starkey met de band Oasis (zij werken aan hún album "Don't Believe The Truth" en waren in 2005 op tournee).

## Geschiedenis

### 21 maart 2005
De meeste informatie over de vooruitgang van dit album is gekomen van de website van Pete Townshend. Op 21 maart 2005 laat Townshend officieel weten dat de uitgifte van het nieuwe album verzet wordt naar een later tijdstip.

### 24 december 2005
Op 24 december 2005 liet Townshend weten dat manager Bill Curbishley een nieuw tourschema had gemaakt waarmee de band in de zomer van 2006 nieuw materiaal zou kunnen spelen, ook al had hij nog niet "de dertig nummers die hij zou moeten hebben".

### 20 maart 2006
Op 20 maart 2006 liet Roger Daltrey weten dat hij en Townshend vooruitgang boekten met het album en dat Townshend een nummer had geschreven over het stockholmsyndroom, getiteld "Black Widow's Eyes". Daltrey zei ook dat Townshend af en toe bas zou spelen op het nieuwe album.

### 28 maart 2006
Op 28 maart 2006 maakte Townshend bekend via zijn dagboek op de website dat een nieuwe mini-opera, genaamd "The Glass Household" nu het hart van het album vormt. Het is gebaseerd op zijn novelle "The Boy who Heard Music". Hij liet ook weten plannen te hebben om een verkorte versie van dit nummer deze zomer uit te geven, voorafgaand aan de uitgifte van het gehele album. Zijn dagboek bevestigde ook de bekende line-up van de band: Pino Palladino op de bas, Pete Townshend op de gitaar, zijn jongere broer Simon Townshend doet de achtergrondzang, en John "Rabbit" Bundrick speelt keyboard. Peter Huntington, van de band van Rachel Fuller, speelt drums, omdat de vaste drummer, Zak Starkey, op tour was met Oasis.

### 9 april 2006
Op 9 april 2006 bevestigde Townshend dat de verkorte versie van "The Glass Household" door Polydor uitgegeven zou worden in juni, met daaropvolgend een tour door Europa. Het echte album zou uitgegeven worden in september.

#### 3 mei 2006
Op 3 mei 2006 liet Townshend op zijn e-dagboek weten dat de mastering van de nieuwe ep, genaamd "Wire & Glass" klaar was en dat de nummers zo snel mogelijk naar Polydor gezonden zouden worden. Ook voorzag hij dat de ep uit zou komen in midden juni en het album in midden september. Hij meldde ook dat The Who binnen twee weken zou beginnen met de rehearsals voor deze tour en dat Townshend ondertussen het album zou afmaken met Roger Daltrey.

### 13 mei 2006
Op 13 mei 2006 zei Townshend dat zijn dochter meehielp met het vinden naar een video director, maar er zouden enige problemen kunnen zijn met het uitgeven van de mini-opera in Noord-Amerika, tegelijkertijd met de rest van de wereld. Desalniettemin zei hij dat The Who "een nieuwe opname in het vat had zitten - bijna klaar en het is een goeie!".

### 10 juni 2006
Op 10 juni 2006 onthulde Pete Townshend welke nummers gerehearsed voor de komende tour waren: "Cry If You Want" (voor het laatst gespeeld in 1982 en blijkbaar aangevraagd door Roger Daltrey), "I Don't Even Know Myself", "Relay", "Getting In Tune", "The Seeker", "Another Tricky Day", "Naked Eye", "Bargain", "Pure And Easy", "I'm a Boy", "Tattoo", en "Let's See Action", terwijl de Noord-Amerikaanse shows ook het tweede, door Daltrey zelfgeschreven, nummer "Here For More" en het "The Who By Numbers"-nummer "Blue Red And Grey", dat door Townshend op de ukelele gespeeld wordt, krijgen. Hij liet vallen dat ep de volgende nummers zou bevatten: "Sound Round", "Pick Up The Peace", "Endless Wire", "We Got A Hit", "They Made My Dreams Come True"' en "Mirror Door".

### 26 oktober 2006

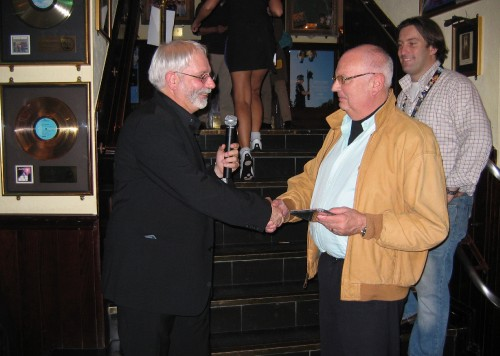
Paul de Kievit (l) overhandigt Endless Wire aan Freddy Haayen (r)

Op 26 oktober 2006 was voor Nederland de exclusieve pre-release party van "Endless Wire" in het Hard Rock Cafe in Amsterdam waar het album voor het eerst te beluisteren en te koop was.
Freddy Haayen heeft het eerste Nederlandse exemplaar in ontvangst genomen.

## Musici
De bezetting kan natuurlijk niet meer de originele zijn. Drummer Keith Moon overleed in 1978 als gevolg van de medicatie om zijn alcoholverslaving binnen de perken te houden en bassist John Entwistle overleed in 2002 aan de gevolgen van cocaïne in combinatie met een zwak hart. De bezetting van het album is:
- Roger Daltrey, zanger, origineel lid van de Who;
- Pete Townshend, gitarist, origineel lid van de Who;
- Pino Palladino, basgitarist, een studiomuzikant die al vaker met Pete Townshend heeft gewerkt en Entwistle verving, toen die vlak voor de tour door de States overleed 2002; hij werd opgeroepen en binnen een paar dagen konden zij - zij het met groot verdriet - verder met de tour. Hij is tevens te horen in het nummer "Old Red Wine", dat zij in 2004 maakten.
- Zak Starkey, drummer, speelt sinds 1996 voor The Who, maar wordt op de plaat op sommige nummers vervangen door Peter Huntington; drumt dus ook met Oasis.
- John "Rabbit" Bundrick, Pianist, sinds 1979.
- Simon Townshend en Billy Nichols, Achtergrondzang.

## Het album

### Track Listing
Op 6 september 2006 publiceerde Pete Townshend op zijn eigen website de tracklist met de nummers voor het nieuwe album.
| 1. "Fragments" 2. "A Man In A Purple Dress" 3. "Mike Post Theme" 4. "In The Ether" 5. "Black Widow's Eyes" 6. "Two Thousand Years" 7. "God Speaks of Marty Robbins" 8. "It's Not Enough" 9. "You Stand By Me" 10. "Sound Round" * | 11. "Pick Up The Peace" * 12. "Unholy Trinity" 13. "Trilby's Piano" 14. "Endless Wire" * 15. "Fragments Of Fragments" 16. "We Got A Hit" * 17. "They Made My Dream Come True" * 18. "Mirror Door" * 19. "Tea & Theatre" |

(*) = is ook te horen op de ep "Wire & Glass".